# 米凯尔·范·瓦尔特·范·普拉赫

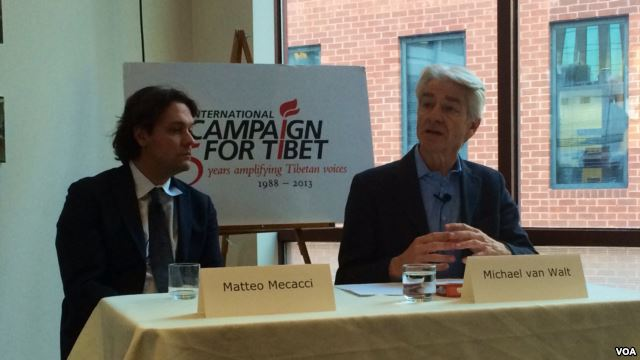
荷蘭的國際法教授米凱爾·范·瓦爾特·范·普拉赫 (圖右正在發言者)

米凯尔·范·瓦尔特·范·普拉赫（荷蘭語：Michael van Walt van Praag，1951年11月12日—）荷兰人，荷兰国际法学家。於1987年出版The Status of Tibet（《西藏的地位》）一書。該書是中國大陸藏學界重點批評的對象。

## 生平
在1957年至1968年之間，他在意大利讀小學，然後在香港和新西蘭讀中學。在1969年至1970年之間，他在新西蘭惠靈頓維多利亞大學學習政治學，歷史，經濟學和俄語。他於1979年在密歇根州的韋恩州立大學獲得法學碩士學位。他於1980年在烏特勒支大學獲得法學碩士學位，並於1986年獲得法學博士學位。 他於1968年至1970年擔任新西蘭藏族兒童救濟會主席，並擔任新西蘭藏族公報的編輯。他於1982年開始在印第安納大學布魯明頓分校的內亞研究所進行研究。1982年至1983年在史丹佛大學法學院擔任訪問學者，1983年至1984年在加州大學柏克萊分校開始研究，在此期間，他還是蒙特雷國際研究學院國際政治學教授。
1985年至1990年，他在律師事務所工作，先後在Wilmer Cutler Pickering Hale和Dorr，然後在Pettit＆Martin任職。
他是一位荷兰国际法教授，也是非聯合國會員國家及民族組織（UNPO）首任秘书长。自1984年起，他出任第十四世达赖喇嘛和西藏流亡政府的法律顾问。